# Bernhard Widder
Bernhard Widder (* 18. April 1951 in Lörrach) ist ein deutscher Mediziner und Ingenieur.

## Leben
Widder studierte zunächst 1969–1974 Maschinenbau und Medizintechnik an den Universitäten Karlsruhe und Stuttgart. Nach dem Diplom wechselte er an die Universität Ulm, wo er 1977 zum Dr. rer. biol. hum. promovierte. Im Anschluss daran studierte er an der Universität Ulm Humanmedizin. Nach Approbation und Promotion zum Dr. med. 1983 absolvierte er eine Weiterbildung zum Facharzt für Neurologie und Psychiatrie. Nach der Habilitation 1988 war er Oberarzt an der Neurologischen Universitätsklinik Ulm. Ab 1996 war er Ärztlicher Direktor der Klinik für Neurologie und Neurologische Rehabilitation des  Bezirkskrankenhauses Günzburg, seit 2015 betreut er dort die neurowissenschaftliche Gutachtenstelle.
2008 Ehrenmitglied der Deutschen Gesellschaft für Ultraschall in der Medizin (DEGUM),
2016 Romberg-Glas der Deutschen Gesellschaft für Neurologie (DGN),
2016 Ehrenmitglied der Deutschen Gesellschaft für Neurowissenschaftliche Begutachtung (DGNB).
Seine wissenschaftlichen und klinischen Schwerpunkte sind Ultraschalldiagnostik der hirnversorgenden Arterien, Schlaganfall- und Schmerztherapie sowie die neurologisch-psychiatrische Begutachtung.

## Preise
- 1979 Wissenschaftspreis der Stadt Ulm,
- 1986 Promotionspreis der Universität Ulm

## Publikationen (Auswahl)
- Widder/Hamann (Hrsg.): Duplexsonographie der hirnversorgenden Arterien. 7. Auflage. Springer, 2018
- Widder/Gaidzik (Hrsg.): Neurowissenschaftliche Begutachtung. 3. Auflage. Thieme, 2018